# Blood Lad
Blood Lad (ブラッドラッド?, Buraddo Raddo) è un manga scritto e disegnato da Yuuki Kodama e serializzato da Kadokawa Shoten sulla rivista Young Ace dal 4 settembre 2009 al 3 settembre 2016. La serie è stata distribuita in Italia da Panini Comics, che l'ha pubblicata dal 20 settembre 2012 al 29 giugno 2017 sotto l'etichetta Planet Manga.
Una versione anime della serie è stata annunciata nel giugno 2011 ed è stata trasmessa dal 7 luglio all'8 settembre 2013.

## Trama
Blood Lad è la storia di Staz, un vampiro ossessionato dal mondo umano, in particolare quello giapponese (è un otaku), e di Fuyumi, una ragazza umana che, dopo essersi persa nel Mondo delle Tenebre viene uccisa e si trasforma in fantasma. Staz promette così di resuscitarla.

## Personaggi

### Principali

I protagonisti nell'anime. A sinistra: Braz, Liz (in basso), Goyle, Beros, Hydra Knell e Franken (sullo sfondo). Al centro: Il commerciante di Oniqlo (a sinistra), Staz (al centro, in primo piano), Fuyumi, Hydra Bell, Wolf (in secondo piano) e Mamejirou (in basso). A destra: Akim (in basso), Saty, Dek, Yoshida, Kiji e Tobi (sullo sfondo)

Blood Charlie Staz (ブラッド・チャーリー・スタズ?, Buraddo Chārī Sutazu)
Doppiato da: Ryōta Ōsaka
Staz è il protagonista della serie. È il boss del distretto orientale del Mondo delle Tenebre. Sebbene sia il discendente del nobile vampiro Dracula non mostra alcun interesse per lo stile di vita dei vampiri, preferendo dedicarsi alla cultura e ai media giapponesi (visto che adora gli anime e i manga, soprattutto Dragon Ball, spesso lo si vedrà usare attacchi apparsi in manga\anime come la kamehameha). Inoltre non vola o ha ali di pipistrello, può mangiare l'aglio, non è suscettibile alle croci e guarisce rapidamente. È immediatamente attratto da Fuyumi, ma quando viene uccisa e diventa un fantasma decide di riportarla in vita, cercando per il momento di mantenerla con il suo sangue. È molto combattuto sui sentimenti che prova per Fuyumi, ovvero se desidera succhiarle tutto il sangue o se prova qualcosa di davvero romantico. Quando era più giovane, suo fratello Braz aveva sigillato tutto il suo pieno potere sparandogli un proiettile speciale, questo perché, dopo averlo sforzato a svilupparlo più in fretta, aveva capito che non riusciva a gestirlo collassando dopo ogni utilizzo. Successivamente viene liberato dalla restrizione riacquistando tutti i poteri.
Fuyumi Yanagi (柳 冬実?, Yanagi Fuyumi)
Doppiata da: Iori Nomizu
Fuyumi è una ragazza del liceo giapponese che si è persa nel Mondo delle Tenebre dopo aver attraversato un portale apertosi nella sua camera da letto. Dopo aver fatto la conoscenza di Staz viene mangiata da una pianta carnivora e finisce per diventare un fantasma, lasciandosi dietro solo le sue ossa e vestiti; di conseguenza, indossa un hitaikakushi (una fascia triangolare bianca tipica degli yūrei). Accompagna Staz nella sua ricerca per riportarla in vita. Nel mondo umano, rischia di svanire per cui deve essere rifornita dal sangue di Staz o da altri metodi. Prima delle sue avventure con Staz, ha vissuto con suo padre, senza che ricordasse nulla di sua madre. Quando inizia a svanire anche nel Mondo delle Tenebre, Franken scopre che potrebbe avere un conglomerato di attributi demoniaci. Viene poi rivelato che lei e Bell sono sorelle, in quanto sua madre si era fusa con la sua controparte del Mondo delle Tenebre quando si sono incontrate.
Hydra Bell (ハイドラベル?, Haidora Beru)
Doppiata da: Sarah Emi Bridcutt
Hydra Bell è una cacciatrice di tesori in grado di viaggiare attraverso le dimensioni usando un portale chiamato Black Curtain; porta sempre un grande zaino con dei rotoli sulle tasche. Il suo obiettivo è catturare il ladro che gli ha rubato la Black Curtain, con cui Fuyumi è entrata nel Mondo delle Tenebre, per poi sposarlo, credendo in un primo momento che fosse Staz. Può teletrasportare le persone usando una cornice come portale, e può spiare inquadrando le dita come un fotografo. Anche se alla fine capisce che Staz non è il ladro comincia a sviluppare dei sentimenti verso di lui. Apprende in seguito che Akim, quando era Pantomime, era il ladro. Viene rivelato che sua madre aveva incontrato la sua controparte sulla Terra fondendosi, facendo diventare lei e Fuyumi sorelle.
Wolf (ウルフ?, Urufu)
Doppiato da: Takuma Terashima
Wolf è un licantropo ibrido che controlla la parte Occidentale del Mondo delle Tenebre ed è un amico/rivale di Staz. Usa la sua magia per rafforzare il proprio corpo in modo che possa eccellere nel battere su un avversario. È di sangue nobile e avrebbe dovuto vivere nell'Acropoli, ma ha ammesso di essere stato abbandonato perché non era un lupo mannaro purosangue; secondo lui, è "un misto di licantropo e nessuno". Si scopre essere il figlio dell'attuale Re Wolf Daddy e dell'umana Jenny. Diventa timido e imbarazzato davanti alle ragazze, soprattutto se si tratta di Fuyumi, che vorrebbe proteggere.

### Supporto

#### Mondo delle Tenebre dell'est
Deku (デク?)
Doppiato da: Taichi Yones
Il braccio destro di Staz. È spesso alla guida della gang quando Staz è fuori o è impegnato con i suoi media giapponesi.
Saty (サティ?, Sati)
Saty è la manager del Third Eye Cafe nel Mondo delle Tenebre. Lei e Mamejirou hanno poteri chiaroveggenti grazie al loro terzo occhio. Non parla, affidandosi a Mamejirou per comunicare i suoi pensieri. È in grado di fermare Staz e Mamejirou dal combattere con uno sguardo intimidatorio.
Mamejirou (豆次郎?, Mamejirō)
Doppiato da: Chiwa Saitō
Un animale demone parlante con tre occhi che lavora al Third Eye Cafe insieme alla sua compagna Saty, con cui ha dei poteri chiaroveggenti. È molto loquace.
Mimic Yoshida (ミミック吉田?, Mimikku Yoshida)
Doppiato da: Kazutomi Yamamoto
Yoshida è un doppelgänger che si unisce alla gang di Staz, servendo come suo doppio ogni volta che è via.

#### Mondo delle Tenebre dell'ovest
Kiji (キジ?)
Doppiato da: Shūsaku Shirakawa
Sottoposto di Wolf. Ha i capelli chiari e indossa un dolcevita nero.
Tobi (トビ?)
Doppiato da: Kenji Roa
Sottoposto di Wolf. Indossa un berretto a maglia e ha i capelli scuri.
Franken Stein (フランケン・シュタイン?, Furanken Shutain)
Doppiato da: Tetsu Inada
Uno scienziato del Mondo delle Tenebre, il cui nome deriva dall'omonimo scienziato che ha cucito insieme parti del corpo di esseri umani e che definisce il suo antenato. È un esperto di fisiologia demoniaca e conduce esperimenti sui demoni, dimostrandosi molto interessato su Fuyumi. Aveva lavorato a un esperimento per creare un corpo supremo basato sul ricucire insieme le parti del corpo dei demoni; il risultato fu Papradon Akim.

#### Acropoli
Blood D. Braz (ブラッド・D・ブラッズ?, Buraddo Dī Burazzu)
Doppiato da: Ryōhei Kimura
Il fratello maggiore di Staz e Liz. È lui che ha scritto il libro della resurrezione che Staz e gli altri credono possa riportare in vita Fuyumi. Quando erano più giovani, Braz ha condotto diversi esperimenti su Staz per sbloccare il suo vero potenziale. In seguito sigillò i poteri di Staz con una pallottola magica colpendolo al cuore. Mentre le sue intenzioni sono sempre state viste con sospetto da Staz, il vero motivo è quello di riuscire a detronizzare Wolf Daddy come re dell'Acropoli da quando quest'ultimo aveva ucciso il loro padre. Inoltre è Braz ad aver orchestrato la creazione di Papradon Akim, e in seguito fa testare a Staz la sua forza una volta risbloccati i suoi poteri. Una delle sue abilità è manipolare il sangue.
Blood T. Liz (ブラッド・T・リズ?, Buraddo Tī Rizu)
Doppiata da: Yūka Nanri
Liz è la sorella minore di Braz e Staz. Ha un grande rispetto per Braz mentre ha un profondo disprezzo per Staz. Ciò è in parte dovuto al fatto che Staz è scappato di casa e perché Braz trascorreva tutto il suo tempo con lui. È la carceriere dell'Acropoli e ha il potere di giudicare e imprigionare i demoni nel suo sotterraneo personale noto come "Scatola dei giocattoli di Liz". Prende in simpatia Fuyumi dopo aver scoperto che non ha paura di lei.
Beros (べロス?)
Doppiata da: Masumi Asano
Beros è la custode della pace della polizia dell'Acropoli. Ha la forma di una ragazza che indossa un berretto da visiera, un top nero e pantaloncini irregolari come uniforme, e ha una coda la cui estremità è una testa di serpente. Usa un collare chiamato Underdog Choker, che limita chi lo indossa a usare la magia. Al di fuori delle attività di polizia, Beros fa parte di un gruppo musicale dove suona il basso.
Wolf Daddy (ウルフダディ?, Urufu Dadi)
Doppiato da: Norio Wakamoto
Re dell'Acropoli del Mondo delle enebre. È il padre biologico di Wolf e l'assassino di Richarz, padre dei fratelli Blood nonché precedente re. Nella storia successiva, viene rivelato che Wolf, Richarz e Heads erano buoni amici, e che aveva ucciso Richarz su richiesta di quest'ultimo quando era stato infuso con l'essenza magica di Grimm. Faceva parte di una task force segreta chiamata Colors Demon sotto il precedente re con il nome Red Wolf.
Goyle (ゴイル?, Goiru)
Doppiato da: Daisuke Kishio
Capitano delle forze di polizia nell'Acropoli. Porta gli occhiali e ha la coda spinata, e lavora con i computer. Usa la rabbia per evocare e potenziare la sua creatura demoniaca chiamata Angry Spear. Ha anche un potere chiamato Cool Decision, che gli permette di congelare il suo avversario se gli tocca la testa.
Papradon Akim (パップラドン・アキム?, Papladon Akimu)
Doppiato da: Kōji Yusa
È una mostruosità creata da Franken Stein cucendo le parti del corpo dei demoni. Per ottenere parti più forti per il suo corpo, Akim fuggì dal laboratorio di Franken attraverso la magia spaziale e iniziò a cacciare e uccidere demoni con eccezionali proprietà magiche per raccogliere le loro membra. La vera forma di Akim è quella di un fantasma e usa la magia per manipolare le parti del corpo, anche separate, che costituiscono la sua forma fisica. L'intera creazione di Akim fu orchestrata da Braz, che consegnò anonimamente un cadavere di demone a Franken per fungere da contenitore centrale per Akim. Successivamente il cadavere fu rivelato essere una spia di Wolf Daddy di nome Pantomime. Il cuore di Akim è collocato in un nuovo contenitore che si rivela essere il padre di Braz, Richarz, ma Akim non è in grado di controllare il corpo e serve solo come fonte di energia per permettere al cuore di battere. In seguito ritorna in vita, riprendendo il cuore dal corpo di Richarz e assorbendo la magia di Grimm per conquistare l'Acropoli del Mondo delle Tenebre.
Team Fearless (チームフィアレス?, Chīmu Fiaresu)
Un gruppo di assassini inviati da Neyn per dare la caccia a Staz. Sebbene non abbiano mai effettivamente ucciso un vampiro prima, sperano che ciò aumenterebbe la loro posizione nell'Acropoli. Sono composti da: Shamkid "il leader", che può trasformarsi in un gatto e può predire le azioni di una persona dopo averne un pezzo di capelli; Sam "il veterano", che sfoggia una coda di cavallo e una benda sull'occhio e brandisce una katana; Jasmine "l'osservatrice", che è vestita da jiangshi, parla cinese e brandisce un'arma ad artiglio; Roy "il cervello", che indossa una maglietta a righe, gestisce la navigazione per il dirigibile della squadra e la cui abilità speciale include l'addormentarsi per consentire una "chat room" che consente al team di comunicare tra loro telepaticamente; e Rando "i muscoli", una mummia. Dopo che Akim riesce a prendere l'Acropoli, si uniscono allo staff di Akim come una squadra d'élite dove aiutano a cucinare e pulire, mentre segretamente pensano ai modi per deporlo.
Richarz (ブラッド・リチャーズ?, Buraddo Richāzu)
Il padre dei fratelli Blood. Aveva perso il trono quando fu ucciso da Wolf Daddy che gli distrusse il cuore, ma dieci anni dopo è stato riportato in vita da Braz usando il cuore di Akim. Tuttavia, Akim riesce in seguito a riprenderselo. Viene rivelato che lui, sua moglie e Wolf Daddy facevano parte della squadra originale che cercava di contenere il vecchio re Grimm, ma aveva perso sua moglie e il suo cuore era stato corrotto dall'essenza di Grimm, così chiese a Wolf Daddy di ucciderlo.
Kelly e Burgundy (ケリーとバーガンディ?, Kerī to Bāgandi)
Kelly e Burgundy sono servitori demoniaci femminili creati da Akim infusi con la magia Grimm e alcuni dei migliori organi raccolti da Akim. Kelly ha i capelli chiari e la pelle scura e si veste con una canotta con una striscia a zig-zag, una gonna avvolgente da ghepardo e pantaloni neri. Burgundy indossa una maschera, orecchie da coniglio e una coda, un cinturino singolo, un bikini nero e calzini al ginocchio alti fino alla coscia. La loro missione è quella di setacciare i territori del Mondo delle Tenebre e prendere i migliori organi per la raccolta.
Amber (アンバー?, Anbā)
Amber è stato creato da Akim come un altro demone per combattere con lui contro i demoni della lista nera. Ha un'acconciatura mohawk. Risulta un po' più forte di Kelly e Burgundy, ma non è stato ancora in grado di battere Akim nelle loro sessioni di allenamento.

#### Autostrada Dimensionale
Knell (ネル?, Neru)
Doppiato da: Yūki Kaji
Knell è un trasportatore e assume incarichi per trasportare merci in luoghi diversi. È il fratello minore di Bell e un altro utilizzatore della magia spaziale. Era nato dopo che le due parti di Neyn si fusero e quindi i suoi poteri demoniaci non sono forti quanto quelli di Bell.
Neyn (ネイン?, Nein)
Doppiata da: Kotono Mitsuishi
La madre di Bell e Knell. Ha i capelli scuri, ma in origine aveva i capelli chiari quando Bell era una bambina. Quattordici anni fa, quando incontrò la sua controparte nel mondo umano, che era la madre di Fuyumi, si unì a lei diventando una persona sola (infatti presenta eterocromia). Da allora aveva accettato di vivere nel Mondo delle Tenebre con Heads. Lei e Braz sono amici via e-mail.
Heads (ヘッズ?, Hezzu)
Doppiato da: Keiji Fujiwara
Heads Hydra è il marito di Neyn e il padre di Bell e Knell. Inizialmente appare come un serpente a più teste volante, per poi rivelare la sua forma umana in cui solitamente indossa una maglietta con su scritto "I ♥ Neyn" e dei pigiami che ha avuto durante la luna di miele.

#### Altri personaggi
Yanagi (柳?)
Doppiato da: Eiichiro Tokumoto
Il padre di Fuyumi. Era a conoscenza dell'esistenza del Mondo delle Tenebre dopo la fusione di sua moglie con Neyn e decise di rinunciare a stare con lei e crescere Fuyumi da solo. Ha una controparte nel Mondo delle Tenebre che lavora come maggiordomo nella famiglia Hydra.
Katy (ケイティ?, Keiti)
La madre di Wolf e la moglie separata di Wolf Daddy. Vive sulla Terra, dove è un'insegnante di scuola. Sebbene Wolf Daddy cerchi i suoi poteri, Katy dice che il suo tempo sulla Terra li ha diminuiti, quindi è disposta ad insegnare a Wolf come usare i suoi poteri in modo da non dover tornare nel Mondo delle Tenebre.
White Step (ホワイトステップ?, Howaito Suteppu)
White Step è un collega di Wolf Daddy, cui un tempo erano insieme nella task force chiamata Colors Demon. È un umano sopravvissuto nel Mondo delle Tenebre usando le sue abilità di elusività e vivere fuori dalla griglia. Addestra Staz e Wolf nell'arte dell'elusività, e accetta di lasciare che la lista nera sia esposta se ciò proteggerà il suo discepolo demone Pati. Risiede nel distretto settentrionale del Mondo delle Tenebre.
Pati (パティ?)
Il discepolo demone di White Step con le sembianze di un ragazzo che, sebbene sembri piuttosto mite, è in grado di trasformarsi in una bestia. Il suo nome fu tenuto fuori dalla lista nera come parte delle trattative di White Step con Wolf Daddy.
Demoni della lista nera
I demoni della lista nera sono quelli che non sono delimitati da alcun territorio e sono usciti dalla griglia. Sono demoni molto forti che sono ambiti da Akim. Al di fuori di Pati, Wolf Daddy ha segnato: Steel Evil Jack, considerato il criminale più famoso nel Mondo delle Tenebre. Ovunque vada, ci sono avvisi di evacuazione. È finito in prigione dove aspetta uno sfidante adatto. Ha una trasformazione speciale chiamata Berserker Lurk; Shteyn Doji, un oni che un tempo unì molte tribù di orchi. Aspirava a essere un cantante, ma la sua voce stese cinquemila orchi, cosa che lo lasciò abbattuto ed esiliandosi su un'isola. La sua voce paralizza gli avversari sul posto; Elforess: un demone elfo che protegge una foresta nel distretto occidentale del Mondo delle Tenebre. Nessuno l'ha mai vista, prima del suo arrivo con il gruppo della lista nera.

## Media

### Manga
Il manga è stato scritto e disegnato da Yuuki Kodama e fu serializzato sulla rivista mensile Young Ace edita da Kadokawa Shoten, dal 4 settembre 2009 al 3 settembre 2016. I capitoli sono stati poi raccolti in diciassette volumi tankōbon dal 28 aprile 2010 al 31 dicembre 2016.
In Italia la serie è stata pubblicata da Panini Comics sotto l'etichetta Planet Manga nella collana Manga Code dal 20 settembre 2012 al 29 giugno 2017.
Un manga comico intitolato Brat Blood Lad, scritto da Yuuki Kodama e disegnato da Kanata Yoshino, è stato serializzato sulla testata Altima Ace edita da Kadokawa Shoten dal 18 ottobre 2011 al 18 giugno 2012. I capitoli sono stati poi raccolti in un volume tankōbon uscito il 31 agosto 2012.
In Italia è stato pubblicato sempre da Planet Manga nella collana Manga Code il 26 luglio 2014.
Un manga yonkoma, intitolato Blood Brat Blood Lad, ad opera degli stessi autori del precedente, è stato serializzato su 4-Koma Nano Ace edita da Kadokawa Shoten dall'8 novembre 2012 al 4 luglio 2013. I capitoli sono raccolti successivamente in un singolo volume tankōbon distribuito il 2 luglio 2013.

#### Volumi
| Blood Lad (17 volumi)           | |                        |                   |
| 1                               | 28 aprile 2010 | ISBN 978-4-04-715433-9 | 22 settembre 2012 |
| 1                               | Capitoli - ep.1 - Invece erano ossa - ep.2 - Festa privata - ep.3 - Non dirò "eccomi a casa" - ep.4 - Le mutande del demone - ep.5 - Uccelli che non possono volare                                                                                 |                        |                   |
| 2                               | 31 luglio 2010 | ISBN 978-4-04-715433-9 | 30 novembre 2012  |
| 2                               | Capitoli - ep.6 - Una sfida che non perderò - ep.7 - Piano di rimborso - ep.8 - La corte della tribù delle tenebre - ep.9 - I tre Blood - ep.10 - C'è                                                                                               |                        |                   |
| 3                               | 2 febbraio 2011 | ISBN 978-4-04-715621-0 | 26 gennaio 2013   |
| 3                               | Capitoli - ep.11 - Sentimenti al sangue - ep.12 - Majin artificiale non identificato - ep.13 - Zdong - ep.14 - Wolf non incompleto - ep.15 - Appartengo a quella generazione                                                                        |                        |                   |
| 4                               | 2 giugno 2011 | ISBN 978-4-04-715714-9 | 30 marzo 2013     |
| 4                               | Capitoli - ep.16 - Questo è l'importante - ep.17 - Questo è essere amici - ep.18 - Si effettua la resurrezione - ep.19 - La prima volta di Liz - ep.20 - Il ladro di fantasmi e il cane da guardia                                                  |                        |                   |
| 5                               | 1º dicembre 2011 | ISBN 978-4-04-120015-5 | 31 maggio 2013    |
| 5                               | Capitoli - ep.21 - Il ramen durante la fuga è una vera cheguevarata - ep.22 - I due treasure - ep.23 - Square diver - ep.24 - Paints are burning - ep.25 - La colpa degli occhiali                                                                  |                        |                   |
| 6                               | 31 maggio 2012 | ISBN 978-4-04-120285-2 | 27 luglio 2013    |
| 6                               | Capitoli - ep.26 - Rabbia + occhiali = crack - ep.27 - Okonomiyaki mix - ep.28 - Super young - ep.29 - Quattro tatami e mezzo di maledizione e giuramento - ep.30 - Dark hero                                                                       |                        |                   |
| 7                               | 31 agosto 2012 | ISBN 978-4-04-120412-2 | 28 settembre 2013 |
| 7                               | Capitoli - ep.31 - Una goccia e una grande quantità di polvere - ep.32 - Il leader fa il reader - ep.33 - Era lì dentro - ep.34 - Atterraggio, dottor Proverbio - ep.35 - Adunata d'emergenza alla corte delle tenebre                              |                        |                   |
| 8                               | 2 aprile 2013 | ISBN 978-4-04-120700-0 | 30 novembre 2013  |
| 8                               | Capitoli - ep.36 - Intrufolamento! Nelle grotte di corte - ep.37 - Sperimentazione! Relax per adulti - ep.38 - Partenza! Baby car - ep.39 - Resurrezione! Dieci anni di sentimenti - ep.40 - Adunata! Quel giorno, in quel luogo, a quell'ora       |                        |                   |
| 9                               | 2 settembre 2013 | ISBN 978-4-04-120733-8 | 31 gennaio 2014   |
| 9                               | Capitoli - ep.41 - Ricordi che ti trafiggono il cuore - ep.42 - Oltre la porta - ep.43 - Hello, goodbye - ep.44 - La vera forza dal vero sangue - ep.45 - Bad coaster                                                                               |                        |                   |
| 10                              | 28 dicembre 2013 | ISBN 978-4-04-120945-5 | 31 maggio 2014    |
| 10                              | Capitoli - ep.46 - Blood communication - ep.47 - Ci affidiamo al mondo dei manga! - ep.48 - Non è vita facile neppure nel mondo dei manga! - ep.49 - Donazione ★ batticuore emotion - ep.50 - Partenza! Sicari! Regno delle tenebre settentrionale! |                        |                   |
| 11                              | 2 maggio 2014 | ISBN 978-4-04-121115-1 | 4 ottobre 2014    |
| 11                              | Capitoli - ep.51 - Il cuore di una fanciulla e il cielo del mondo delle tenebre - ep.52 - Un pezzo di ricambio prezioso - ep.53 - Vecchi soldati network - ep.54 - Don't think... Feel! - ep.55 - Black list                                        |                        |                   |
| 12                              | 4 novembre 2014 | ISBN 978-4-04-101675-6 | 10 ottobre 2015   |
| 12                              | Capitoli - ep.56 - Richiesta di omicidio - ep.57 - Battlefield - ep.58 - Double punch: istruttore + comprensione - ep.59 - Inizia la festa del tengu! - ep.60 - Top-secret                                                                          |                        |                   |
| 13                              | 4 marzo 2015 | ISBN 978-4-04-101676-3 | 12 dicembre 2015  |
| 13                              | Capitoli - ep.61 - Il momento fatidico - ep.62 - Al mondo sono tutti demoni - ep.63 - Ognuno per la sua strada - ep.64 - Il significato della debolezza - ep.65 - Lo strumento magico Dead Resort                                                   |                        |                   |
| 14                              | 4 agosto 2015 | ISBN 978-4-04-103327-2 | 16 aprile 2016    |
| 14                              | Capitoli - ep.66 - Incontri - ep.67 - Sprigionamento - ep.68 - Il quarto membro della Black List - ep.69 - La rinascita degli "Evil Potato"! - ep.70 - Showdown                                                                                     |                        |                   |
| 15                              | 29 dicembre 2015 | ISBN 978-4-04-103328-9 | 2 marzo 2017      |
| 15                              | Capitoli - ep.71 - Don't stop "We" now - ep.72 - Sing in the "pain" - ep.73 - "Dead" it be - ep.74 - "Fake" on me - ep.75 - Yes "Daddy" once more                                                                                                   |                        |                   |
| 16                              | 4 luglio 2016 | ISBN 978-4-04-104423-0 | 27 aprile 2017    |
| 16                              | Capitoli - ep.76 - Confusione - Caos - Mescolamento - ep.77 - Sapore di sangue - ep.78 - Il robot gigante dei sogni - ep.79 - La cittadina delle tenebre Fuyumi Yanagi - ep.80 - Il più capriccioso del Mondo delle Tenebre                         |                        |                   |
| 17                              | 31 dicembre 2016 | ISBN 978-4-04-104424-7 | 29 giugno 2017    |
| 17                              | Capitoli - ep.81 - Il Mondo delle Tenebre è il massimo - ep.82 - Dispersi - ep.83 - I miei veri sentimenti - ep.84 - Blood Lad - Ep.conclusivo - Il Mondo umano                                                                                     |                        |                   |
| Brat Blood Lad (1 volume)       | |                        |                   |
| 1                               | 31 agosto 2012 | ISBN 978-4-04-120406-1 | 26 luglio 2014    |
| Blood Brat Blood Lad (1 volume) | |                        |                   |
| 1                               | 2 luglio 2013 | ISBN 978-4-04-120772-7 | —                 |

### Anime

Logo della serie

È stato prodotto un adattamento anime della serie da parte dello studio di animazione Brain's Base, poi trasmesso nei suoi dieci episodi dal 7 luglio all'8 settembre 2013 su tvk e poi riproposto successivamente su Tokyo MX, Sun TV e BS11. La serie è stata diretta da Shigeyuki Miya, la sceneggiatura è stata affidata a Takeshi Konuta, il character design era a cura di Kenji Fujisaki, la direzione artistica di Masaki Mayuzumi e Toshiyuki Sakae mentre la colonna sonora è stata curata da Yūki Hayashi. La sigla d'apertura è ViViD cantata da May'n mentre quella di chiusura è Bloody Holic, interpretata da Yūka Nanri.
Inoltre, al volume decimo del manga - uscito nel dicembre 2013 - è stato allegato un episodio speciale OAV slegato dalle vicende della serie televisiva. L'anime, uscito solo in edizione limitata, è stato pubblicato in formato Blu-ray.

## Accoglienza
A marzo 2015, il manga ha venduto oltre 1,8 milioni di copie in Giappone. Spick Mich di Spickmich ha recensito la versione tedesca di Blood Lad, affermando che lo stile artistico del manga gli ricordava un po' quello di Soul Eater e che i fan dell'azione e dell'horror avrebbe voluto acquistare la serie. Bamboo Dong di Anime News Network ha elogiato l'adattamento anime, trovando il suo umorismo accattivante così come il ritratto del protagonista Staz.
Lorenzo Giuliano di ICrewPlay, in arte Kandaroshi, consigliò il manga come lettura divertente e leggera che pur mantenendosi sul classico aveva un tocco d'innovazione che lo rendeva unico e fan service sempre ben gradito, considerandolo un manga molto divertente, come Gintama, e di nicchia, che meritava sicuramente una possibilità.